# Цофинген
Цофинген (фр. Zofingue, итал. Zofingen) је град у средишњој Швајцарској. Цофинген се налази у оквиру кантона Аргау.

## Природне одлике
Цофинген се налази у средишњем делу Швајцарске. Од најближег већег града, Берна град је удаљен 70 km североисточно.
Рељеф: Цофинген се налази у области плодне и густо насељене Швајцарске висоравни, на приближно 430 метара надморске висине. Околина града је заталасана и густо насељена.
Клима: Клима у Цофингену је умерено континентална.
Воде: Кроз Цофинген не протиче ниједан значајан водоток.

## Становништво
2008. године Цофинген је имао близу 11.000 становника, што је 3 пута више него пре једног века. Од тога приближно 15,5% су страни држављани.
Језик: Швајцарски Немци чине традиционално становништво града и немачки језик је званични у граду и кантону. Међутим, градско становништво је током протеклих неколико деценија постало веома шаролико, па се на улицама Цофингена чују бројни други језици. Тако данас немачки говори 88,3% градског становништва, а прате га италијански (3,6%) и португалски језик (1,5%).
Вероисповест: Месни Немци су у 16. веку прихватили протестантизам. Међутим, последњих деценија у граду се знатно повећао удео римокатолика. Данас су веома бројни протестанти (48,8%) и римокатолици (31,0%), а потом следе атеисти, муслимани, православци.

## Галерија слика
- Поглед на град
- Градска протестанска црква
- Градски торањ
- Железничка станица